# Technicolor SA
Technicolor, anteriormente Thomson SARL e Thomson Multimedia, é uma empresa multinacional francesa que fornece serviços e produtos para as indústrias de comunicação, mídia e entretenimento. A sede da Technicolor está localizada em Paris, França. Outros escritórios principais incluem Los Angeles, Califórnia (Estados Unidos), Nova York, Londres (Inglaterra, Reino Unido), Bangalore, Chennai (Índia) e Lawrenceville, Geórgia (Estados Unidos).
Eles operam em quatro divisões de negócios:
- A Production Services produz efeitos visuais e animação para as indústrias de entretenimento, marketing e publicidade. Seus estúdios criativos incluem MPC Film & Episodic, The Mill, Mr. X e Mikros Animation.
- A casa conectada projeta gateways de banda larga e Android STB.
- A DVD Services fabrica e distribui DVDs e discos Blu-ray.
- O licenciamento de marcas comerciais gerencia marcas comerciais.

Em 27 de janeiro de 2010, a empresa mudou seu nome para Technicolor SA, renomeando toda a empresa após sua subsidiária americana de tecnologia de filmes. A subsidiária da Thomson nos Estados Unidos tornou-se Technicolor USA, Inc.